# T Leonis Minoris
T Leonis Minoris är en kortperiodisk förmörkelsevariabel av Algol-typ (EA/SD) i stjärnbilden Lilla lejonet. 
Stjärnan varierar mellan visuell magnitud +10,87 och 12,92 med en period av 3,019885 dygn.